# Marie Under
Marie Under, estonska pesnica, * 27. marec [J.K. 15. marec] 1883, Reval, Ruski imperij, † 25. september 1980, Stockholm, Švedska.
Je ena največjih estonskih pesnic. Osemkrat je bila nominirana za Nobelovo nagrado za književnost.

## Zgodnje življenje
Marie Under se je rodila v Revalu, današnjem Talinu v Estoniji, učitelju Priidu (1843–1930) in Leeni Under (rojeni Kerner) (1854–1934). Imela je starejšo sestro Evangeline (1880–1932?), starejšega brata Gottrieda (1881–1882), mlajšo sestro Berto (1885–1974) in mlajšega brata Christfrieda (1887–1934). Obiskovala je zasebno šolo za Nemška dekleta. Po končanem šolanju je delala kot prodajna referentka v knjigarni. V prostem času je pisala poezijo v nemščini. Let 1902 se je poročila z estonskim računovodjem, Carlom Hackerjem. Par je imel dva otroka, Dagmarja in Heddo, družina pa je živela v Kučinu, predmestju Moskve. Undrova se je dve leti kasneje zaljubila v estonskega umetnika Antsa Laikmaa. Laikmaa jo je prepričal, da je svojo poezijo prevedla v estonščino in začela pošiljati svoja prevedena dela lokalnim časopisom.

## Vrnitev v Estonijo
Leta 1906 se je Undrova vrnila v Reval. Leta 1913 je spoznala Arturja Adsona, ki je postal njen tajnik, ki je tudi zbral prve zvezke njene objavljene poezije. Leta 1924 sta se Undrova in Carl Hacker ločila, Undrova pa se je poročila z Adsonom.
Konec 10. let 20. stoletja je bila del vplivnega literarnega gibanja Siuru. Gibanje se je imenovalo po ognjenem ptiču iz ugrofinske mitologije, ustanovljeno pa je bilo leta 1917 kot ekspresionistično in neoromantično gibanje, ki je nasprotovalo formalistični tradiciji gibanja Mlada Estonija. Drugi estonski pesniki in pisatelji, ki so bili del gibanja Siuru, so bili Peet Aren, Otto Krusten, Friedebert Tuglas, Artur Adson, August Gailit, Johannes Semper in Henrik Visnapuu. Med letoma 1917 in 1919 je skupina pesnikov objavila tri zvezke poezije. Leta 1919 sta zaradi konfliktov gibanje zapustila Visnapuu in Gailit, nova člana pa sta postala Johannes Barbarus in August Alle.
Undrova je bila leta 1922 ena izmed ustanoviteljev Estonske zveze pisateljev.
V 20. letih 20. stoletja je bila Undrova pogosta gostja hiše ruskega pesnika Igorja Severjanina v vasi Toila, kamor je pogosto šla na počitnice. Severjanin je izdal knjigo prevodov Undrove. Severjanin ni govoril estonsko, zato je prevajal besedo za besedo.

## Življenje v izgnanstvu
Sovjetska zveza je septembra 1944 ponovno zavzela Estonijo. Undrova je z družino odšla na Švedsko. Skoraj leto so preživeli v begunskem taborišču. Leta 1945 se je družina preselila v Mälarhöjden, predmestje Stockholma, kjer je Undrova živela do svoje smrti 25. septembra 1980. Umrla je v Stockholmu in bila pokopana na pokopališču Skogskyrkogården v Stockholmu.
Januarja 2015 je bilo oznanjeno, da bo Undrova ponovno pokopana v Estoniji. 9. junija 2016 sta bila Undrova in Adson pokopana na pokopaliču Rahumäe v Talinu, poleg Undrove hčerke Hedde Hacker in sestre Berte.

## Izbrana dela
- Sonetid (1917)
- Eelõitseng (1918)
- Sinine puri (1918)
- Verivalla (1920)
- Pärisosa (1923)
- Hääl varjust (1927)
- Rõõm ühest ilusast päevast (1928)
- Õnnevarjutus (1929)
- Lageda taeva all (1930)
- Kivi südamelt (1935)
- Mureliku suuga (1942)
- Sädemed tuhas (1954)
- Ääremail (1963)
- Mu süda laulab (posmrtna antologija, 1981)

## Prevodi
Dela Undrove so bila prevedena v več kot 26 jezikov in je ena izmed največkrat prevedenih estonskih avtorjev.
- v ruščino je prevedel Igor Severjanin
- v jezik komi je prevedla Nina Obrezkova[11]
- v udmurtščino je prevedla Nadežda Pčelovodova[11]

## Galerija
- "Portret Marie Under" (1904), Antsa Laikmaa
- Člani Estonskega literarnega gibanja Siuru leta 1917, zadaj: Peet Aren, Otto Krusten in Johannes Semper. prednja vrsta: Friedebert Tuglas, Artur Adson, Marie Under, August Gailit in Henrik Visnapuu
- "Spomenik Marie Under", avtorja: Mati Karmin in Tiit Trummal, otvorjen leta 2010 pred Narodno estonsko knjižnico v Talinu
- Rosa 'Marie Under', vrsta vrtnice, ki so jo leta 2007 v spomin Undrove vzgojili Aune Mark, Kärt Soans in Lea Eermann